# Raizals
Els raizals són els membres d'un grup ètnic afrodescendent que viuen a l'Arxipèlag de San Andrés y Providencia, a Colòmbia. Per tant, es pot considerar que formen part dels afrocolombians.
El poble raizal de San Andrés, Providencia i Santa Catalina s'han autodefinit, segons la tradició oral i documents històrics, com el poble ancestral originari i els seus descendents que habiten l'Arxipèlag de San Andrés y Providencia. Tenen el seu territori, llengua, cultura i institucions pròpies. La cultura raizal ha estat reconeguda per la jurisprudència constitucional com a singular, cosa que ha fet que l'estat colombià l'hagi protegit.
A banda dels raizals, a l'arxipèlag també hi viuen altres immigrants que hi viuen des del segle xx. Juntament amb aquests, els raizals conformen els santandresans.
Els raizals tenen les seves pròpies manifestacions culturals: una religió pròpia (església Baptista, una llengua pròpia (anglès crioll) i una identitat pròpia.
Els raizals guarden una forta relació cultural amb els altres grups humans antillans com els jamaicans i els barbadencs. Segons el Departament Administratiu Nacional d'Estadístiques de Colòmbia, el 2005 hi havia 30.565 raizals a tot el país i 30.118 dels mateixos vivien al Departament de l'Arxipèlag de San Andrés y Providencia, zona de la qual representen el 39.4% de la seva població total.
En els últims temps els raizals han defensat la seva identitat com a poble indígena perquè aquesta categoria els permet majors possibilitats de defense cultural enfront l'Estat i al comunitat internacional. Tot i això, alguns estudiosos conclouen que aquest terme desconeix l'evident barreja i exclou els altres illencs. Els raizals santandresans guarden una relació històrica estreta amb els indígenes i els criolls de la Costa dels Mosquits o de Bluefields, a Nicaragua.

## Història
La gènesi del poble raizal s'inicia al Segle XVII, moment en què els britànics van decidir assentar-se a les illes que en l'actualitat s'anomenen San Andrés, Providencia i Santa Catalina, que estaven ignorades per l'Imperi Espanyol. Els britànics van començar a fer-hi plantacions de tabac i cotó. Per a treballar-hi, van portar-hi esclaus africans, sobretot gent que provenia de les colònies angleses del mar Carib. Els britànics van imposar la llengua anglesa i la seva religió, tot i que els esclaus africans van conservar els seus propis dialectes. L'anglès era utilitzat per a la litúrgia, a l'església, al mateix temps que les llengües ancestrals dels esclaus afrodescendents continuaven essent utilitzades en l'àmbit familiar. Això va fer que es produís una fusió entre le llengües africanes com el kwa, el twi, l'ewe, l'igbo, el mende i el manding amb la llengua anglesa, que es va convertir en el crioll.
Cap a finals de Segle XVIII, l'Imperi Espanyol va començar a reconquerir les illes però va permetre que els anglesos hi continuessin visquent si prometien fidelitat a la Corona hispànica. D'aquesta manera, les illes van continuar tenint una relació important amb el món antillà anglòfon que contribuiria al moldejament de la seva cultura, relacionada amb les comunitats indígenes de la Costa dels Mosquits. El 1845 es va fundar l'església Bautista, que tindria un paper clau en el moldejament de la cultura raizal, ja que fou la veritable autoritat organitzativa de l'Arxipèlag d'aquella època.
Durant les primeres dècades del segle xix, Colòmbia va aconseguir la independència i es va assegurar la soberania política sobre l'Arxipèlag, tot i que en aquest segle no es va preocupar de la integració cultural de la regió a la vida nacional.

## Colombialització
En el segle XX hi va haver dos factors que farien que Colòmbia s'interessés per la integració de l'arxipèlag a la vida nacional: la Constitució Colombiana de 1886 i la Separació del Panamà. Això va generar un procés d'assimilació cultural conegut amb el nom de colombianització que consistia en promoure l'ús de la llengua castellana i la promoció de la conversió de la població al catolicisme. Per a fer això últim, s'hi van enviar diverses missions evangelitzadores.
El 1953 fou el moment determinant de la coombianització. En aquest moment, el General Rojas Pinilla va declarar San Andrés com port lliure i va promoure una immigració incontrolada de persones provenints del continent a l'arxipèlag. La majoria dels colombians continentals que s'hi van assentar provenien de la zona de la costa Atlàntica. A més a més, també va destacar el nombre d'àrabs colombians que van emigrar cap a San Andrés. Tot i que la política de colombialització tenia la intenció d'integrar les illes a la vida nacional i d'exercir la sobirania sobre el territori i les seves poblacions, aquest procés només va crear un conflicte que va atemptar contra la cultura i identitat raizal. Els esquemes econòmics, socials i polítics que foren portats pels continentals hispànics i catòlics, van segregar les estructures que els raizals tenien des de segles abans. Aquest conflicte ocasionaria ressentiments en lloc d'aconseguir el que es pretenia i va fer que sorgissin dues classes socials: els raizals i els continentals (anomenats pels raizals com paña) i els primers foren marginats en la seva pròpia terra. A més a més, es va començar a produir el problema de superpoblació i de manca de recursos que en l'actualitat encara és una de les principals dificultats de San Andrés, que situa a l'illa com una de les més densament poblades del món. Hi viuen més de 1500 persones per metre quadrat.
El procés de colombialització que va succeir durant el segle XX ha estat criticat durament com un procés que va desconéixer la identitat del poble nadiu que ja tenia un sistema social, polític i cultural propi i es va dur a terme sense tenir en compte la participació dels raizals fent que fos un procés unilateral.

## Procés de reconstrucció raizal
La Constitució de Colòmbia de 1991 representa el final del procés de colombialització i l'inici d'un procés contari anomenat de construcció de la identitat ètnica. La nova constitució va establir una nova regulació nacional que reconeixia, promovia i protegia les minories ètniques colombianes i es va fer un reconeixement especial a l'estatut cultural del poble raizal. Gràcies a això, es va començar el procés de reconstrucció de la identitat raizal.
| « | Per tant, la Constitució va permetre que les diferències culturals que estaven presents des de feia diversos anys a les illes tinguessin un sustracte lega i també va permetre que els raizals comencessin a lluitar pels seus drets, a partir d'ara com una minoria ètnica definida i diferent a la resta dels habitants santandresans. | » |

### Religió
Tot i que es parteix del principi de que la cultura raizal es base sobre la identitat protestant, molts raizals es van convertir al catolicisme durant l'anterior procés de colombialització i, per tant, els estudiosos de la cultura han definit que l'important és la fe i la religió viscuda amb rectitud dins de la seva església.
| « | ...això és quelcom que està a les venes. I Déu és el centre des d'on giren totes les coses, la família, però no és un déu qualsevol.. el fet és déu, l'element diví, l'element transcendental, l'element superior, té un paper, així sigui mentalment en el component raizal (Marcelino Hudgson, sacerdot catòlic). | » |

Tot i això, la importància dels pastors baptistes dins de l'estructura raizal és indiscutible. Aquests s'han fonamentat de manera molt transcendental en el pastor Martin Luther King com a reivindicador dels drets del seu poble.

### Llengua
La llengua és un altre element transcendental de la cultura raizal. Parlen el crioll santandresenc. Aquest ha estat molt important per a ells com a elemnet d'identitat grupal. Però això no fou sempre així. A l'arxipèlag hi conviuen tres llengües que formen part dels seus habitants: l'anglès, introduït pels britànics durant el segle xvii, el castellà, introduït pels colombians des del segle XX i el crioll santandresenc, que és un anglès crioll. Paradògicament, bans de la Constitució de 1991, el santandresenc va ser marginat pels mateixos raizals, que el consideraven com un idioma inferior, ja que per a ells era més important parlar l'anglès. Això feia ressaltar la seva ascendència britànica per damunt de l'africana.
| « | Tot i això, durant moltes dècades, l'anglès crioll fou mal considerat per part dels illencs ja que tenia arrels africanes, a banda de les angleses; era considerat com la llengua de les classes baixes i es refusava el seu ús tant a les escoles com a les esglésies. (Dittman, 1992, citat per A.Cano). | » |

Sobre això, l'escriptora i historiadora santandreuenca Hazel Robinson va escriure:
| « | Bé l'idioma, el creole. Però el creole era, és un dialecte africà amb lèxic anglès, però això ho parlava la gent... no el parlaven.. Davant de tot no es parlava a les esglésies perquè Déu no entén el creole, llavors a l'església cal parlar un anglès molt formal (...) i hi ha cases aquí on fins avui no s'hi parla creole. En altres cases, sí. El creole era com l'idioma del carrer, dels nens, però entre la gent que es considerava educada, no | » |

Amb l'inici del procés de reconstrucció raizal, el crioll santandresenc fou posat dins els elements culturals que s'havien de defensar, però en aquest sentit existeixen, en els mateixos raizals, punts de vista divergents com aquells que veuen que per a promoure el seu desenvolupament són més útils la utilització de l'anglès i el castellà.

### Raça
En general, es pensa en els raizals com a persones amb el color de la seva pell negra i d'origen africà. Però aquest és un altre element que desconeix la cultura raizal que també està conformada per un fort element britànic. No tots els raizals són negres i el sistema legislatiu colombià que ha pretès regir a San Andrés i que inclou als raizals dins dels afrocolombians ha estat sistemàticament ignorat per ells mateixos. El que no es pot ignorar és que els raizals defensen més el seu element britànic que l'africà, tal com afirma la sociòloga Cano:
| « | La societat illenca d'aquest període s'identificava amb els patrons culturals deixats pels anglesos i mantinguts durant diverses dècades a través del contacte amb les illes angloparlants, Estats Units i Anglaterra. Aquesta identificicació de l'illenc enfront a la cultura anglosaxona s'ha transmès de generació en generació i és el que ha recreat l'univers cultural de l'illenc. En aquest sentit, la música o el menjar tenen molts components anglesos, mentre que l'africà, o el que hi té a veure és refusat, ja que és considerat "primitiu" (Clemente, 1991, citat per Cano). | » |

Des del reconeixement com a ètnia a la Constitució de 1991, els raizals van iniciar un procés de definició del què això significa i les implicacions socials i jurídiques dins del context nacional colombià. D'aquesta manera, van arribar a un concepte encara més complex: van determinar que són un poble indígena, conforme el que defineix el Conveni 169 que estableix els següents criteris per a reconéixer a un poble com a indígena:
1. Aquells les condicions socials, culturals i econòmiques dels quals són diferents de la col·lectivitat nacional i estan regits per les costums i tradicions pròpies o per legislacions especials.
2. Els que descendeixen de les poblacions que habitaven al territori amb anterioritat a conquestes o colonitzacions o abans de l'establiment de les fronteres actuals.
3. Que tinguin consciència de la seva pròpia identitat tribal i cultural.

D'aquesta manera, els raizals es van acollir a aquest conveni internacional i van adquirir l'estatus d'indígenes que encara garantien més la seva defensa de la identitat ètnica pròpia.

## Altres aspectes culturals
L'habitatge i la música són altres aspectes descriptius culturals dels raizals. L'habitatge raizal està relacionat amb la casa tradicional de les Antilles anglòfones de colors vius, de fusta i té una combinació d'estils anglesos i africans. Amb la música succeeix el mateix: aquesta pertany a la tradició de les manifestacions musicals antillanes i tenen molta influència jamaicana. Tot i això, el contacte directe amb la immigració continental colombiana durant el segle xx, San And´res va rebre una gran influència cultural sobretot de la Regió Carib colombiana, ja que molts immigrans hi van construir edificis de maó que van donar un aspecte menys autòcton a molts sectors de l'illa de San Andrés.
Tot i que el discurs raizal de construcció de la identitat ètnica ha contribuït a fer que els raizals s'uneixin per a exigir els seus drets i per a treballar per la defensa de la seva cultura, també n'hi ha molts que critiquen aquest discurs perquè exclou les altres manifestacions culturals no raizals que estan presents a l'arxipèlag que foren promoguts pel procés de colombialització. El moviment raizal no és unitari i té diferents dipus d'agrupacions i d'idees, moltes de les quals són contràries sobre el què és ser raizal i de com han d'exigir els seus drets. Per a alguns, la manera en què els raizals han d'exigir els seus drets ha de ser estrictament pacífica i amb diàleg obert amb l'Estat colombià, mentre que altres creuen que han de fer mesures de pressió com paros i vagues. Per a uns, la construcció raizal s'ha de fer des d'una visió purista, tradicionalista, que veu allò nou o forà com un perill i que qualifica als continentals (pañas) com als únics responsables de tots els mals i que neguen l'actual procés de mestissatge, mentre que altres creuen que els continentals ja formen part de les illes, ja que molts han conformat famílies amb els raizals i que aquests han d'ésser inclosos d'alguna manera dins els processos de la realitat ètnica raizal.
Respecte a l'extrem purista del moviment raizal, la sociòloga Cano considera:
| « | El discurs raizal proclama el passat com allà autòcton i el nou o l'extraner com allò nociu i que trenca amb aquesta autenticitat i amb l'essència de l'ésser raizal. Això, per tant, implica que calgui anar en contra d'allò nou i d'allò forà ja que acaba amb la identat raizal. En aquest sentit, l'arribada de l'extranger, del paña, ha estat una invasió que ha anat destruint les costums raizals, pures i sanes. Aquesta és la base sobre la qual s'inicia el discurs raizal: l'altre representa allò nociu, allò nou i allò que acaba amb la autenticitat(...). | » |